# Ixora elisae
Ixora elisae är en måreväxtart som beskrevs av Arnaud Mouly och Pisivin. Ixora elisae ingår i släktet Ixora och familjen måreväxter. Inga underarter finns listade i Catalogue of Life.